# Georg Ebers
Georg Moritz Ebers (1 de marzo de 1837, Berlín—7 de agosto de 1898, Tutzing, Baviera) fue un egiptólogo y novelista alemán que descubrió el papiro médico en egipcio antiguo de alrededor de 1550 a. C. que fue nombrado en su honor, el papiro Ebers, que se considera uno de los papiros médicos más importantes del antiguo Egipto. Es uno de los documentos medicinales más antiguos del mundo. El otro es el papiro Edwin Smith (alrededor de 1600 a. C.).

## Biografía
Estudió jurisprudencia en Gotinga, y lenguas orientales arqueología en Berlín . Tras especializarse en egiptología pasó a ser profesor de 
lengua egipcia y antigüedades en Jena en 1865. En 1870 fue nombrado profesor en Leipzig, desde donde realizó dos viajes científicos a Egipto. Su primer trabajo de importancia, Ägypten und die Bücher Moses, (Egipto y los libros de Moisés) apareció publicado en 1867–1868. En 1874 editó y mostró el Papiro Ebers, que había descubierto en Tebas.

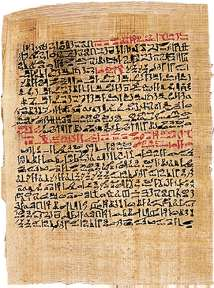
Papiro Ebers con tratamiento para el cáncer.

Ebers fue de los primeros en concebir la idea de popularizar la tradición egipcia mediante la difusión de novelas históricas Eine ägyptische Königstochter (Una princesa egipcia) se publicó en 1864 y alcanzó un gran éxito. Sus siguientes obras, del mismo tipo, Uarda (1877), Homo sum (1878), Die Schwestern (La hermana) (1880), Der Kaiser (El Emperador) (1881), en las que el escenario era Egipto en la época de Adriano. Serapis (1885), Die Nilbraut (La novia del Nilo) (1887), y Kleopatra (1894), también fueron bien recibidos. Estos libros contribuyeron en gran medida a familiarizar al publicó con los descubrimientos de los egiptólogos. Ebers también escribió obras de ficción histórica ambientadas en otras épocas, especialmente el siglo XVI: Die Frau Bürgermeisterin, (La alcaldesa) (1882); Die Gred, (1887)—que, sin embargo, no alcanzarían el éxito de la serie sobre el antiguo Egipto.
El resto de su obra incluye un trabajo descriptivo sobre Egipto: Aegypten in Wort und Bild, (Egipto en palabras e imágenes) (1880), una guía de Egipto (1886) y una biografía (1885) de su antiguo profesor, el Egiptólogo Karl Richard Lepsius. Su estado de salud le llevó a retirarse en 1889 de su puesto en Leipzig.
Las Gesammelte Werke (Obras completas) de Ebers se publicaron en 25 volúmenes en Stuttgart (1893–1895). Muchos de sus libros se han traducido al inglés.